# Empire (Stilrichtung)

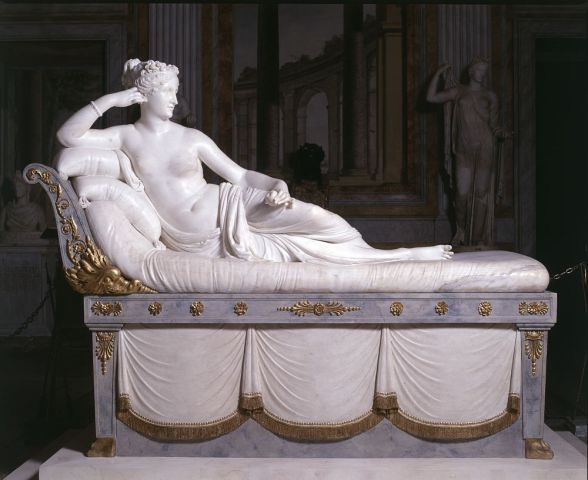
Pauline Bonaparte-Borghese als Siegreiche Venus, ca. 1805–1808, Marmorskulptur von Antonio Canova, Villa Borghese (Rom)

Das Empire ([ɑ̃'piːʁ], frz. „Kaiserreich“) ist eine in Frankreich von etwa 1800–1815 unter Napoleon Bonaparte vorherrschende Strömung der Bildenden Kunst, die im Klassizismus eingeordnet wird. 
Empire wird unterschieden vom Second Empire von 1852–1870, der Stilform von Kunst und Architektur zur Zeit Kaiser Napoléons III.

## Geschichte

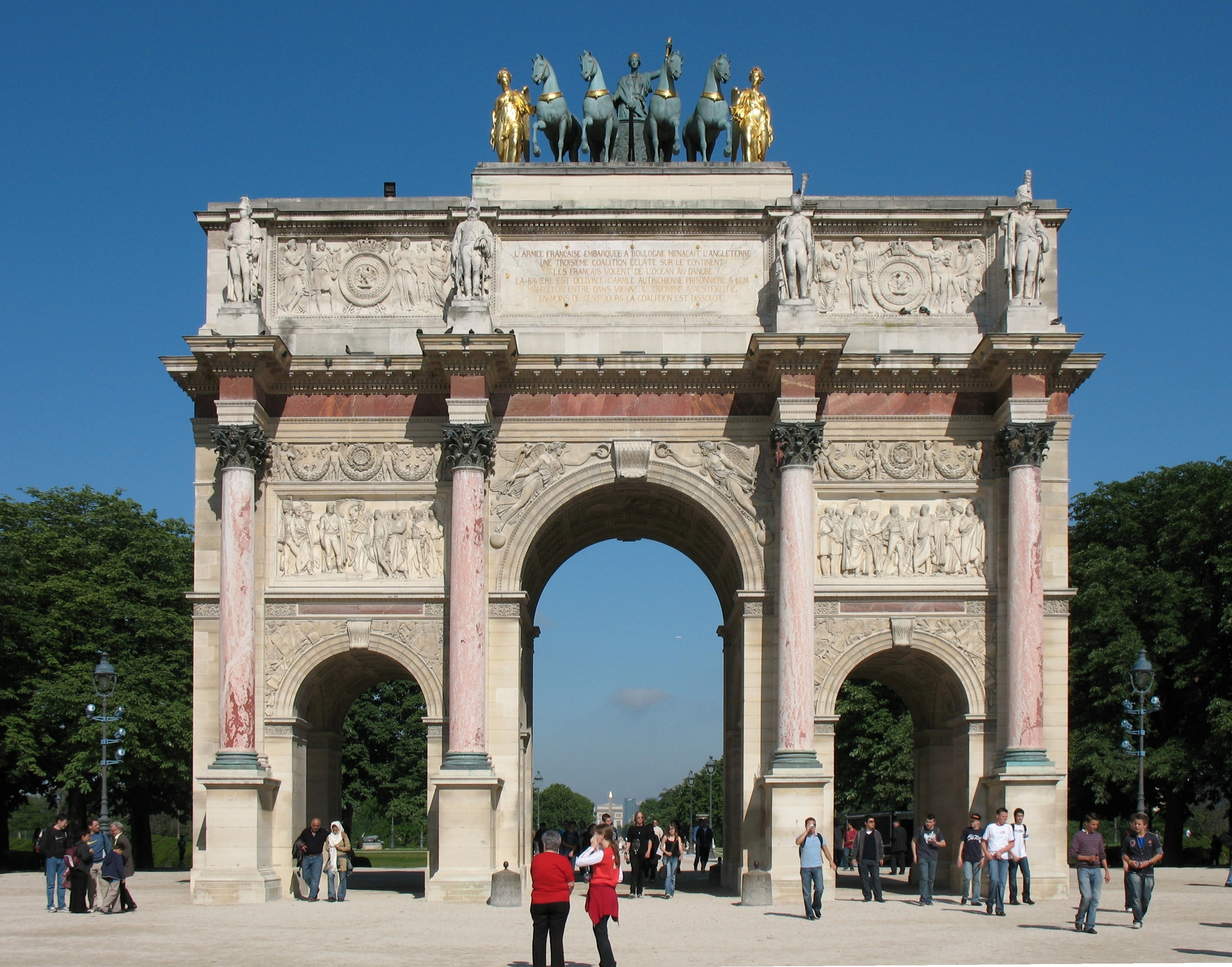
Der Arc de Triomphe du Carrousel wurde von Napoleon 1807–09 vor seiner Residenz, dem Tuilerien-Palast, errichtet. Die Quadriga bestand aus den geraubten vier Pferden von San Marco aus Venedig, dem einzigen erhaltenen Pferdegespann der Antike. Heute ziert den Bogen eine Kopie.

Das Empire ist fast identisch mit den Regierungszeiten Napoleon Bonapartes während des Konsulats (1799–1804) und des ersten Kaiserreiches (1804–1815). Empire ist das französische Wort für Kaiserreich.
Die Rezeption der Römischen Kunst in der europäischen Kunstgeschichte geht lange zurück, von der Tradierung römischer Bautechniken in der Vorromanik über die Wiederaufnahme römischer Stilelemente durch die Romanik und erneut durch die Renaissance sowie den Klassizistischen Barock bis zum Frühklassizismus, der sich mit spätem Rokoko und Louis-seize überlappte und vor allem an die antike Griechische Kunst anknüpfte. Der englische Palladianismus nahm wiederum Renaissanceformen auf. Der dem Empire unmittelbar vorausgehende Directoire-Stil hatte die üppigen spätbarocken Formen weiter vereinfacht und Revolutionssymbolik eingeführt. 
Der Beginn des Empire wird mit dem Aufstieg Napoleons zum Alleinherrscher Frankreichs angesetzt, was nach dem Italienfeldzug und dem Ägyptenfeldzug 1803 geschah. Die Schlichtheit wich nun wiederum der Monumentalität, die Revolutions- der Kaisersymbolik. Der Ägyptenfeldzug von 1798 bis 1801 gab dem Neuägyptischen Stil wieder Auftrieb, der schon in den 1780er Jahren Mode gewesen war. Die Ausgrabungen Winckelmanns in Pompeji und Herculaneum hatten den Pompejanischen Stil ausgelöst, der bis ins Empire fortwirkte. Winckelmanns Forschungen und Publikationen hatten auch eine Rezeption der griechischen Antike bewirkt; als Vordenker der Aufklärung stellte er jedoch dem römischen Despotismus die griechische Demokratie gegenüber, was bei den französischen Revolutionären auf Anklang stieß, vor allem aber ab 1780 den republikanischen Geist in den Vereinigten Staaten von Amerika beflügelte und dort zum Greek Revival sowie dem Federal Style führte. Demgegenüber orientierte Napoleon sich lieber an Vorbildern der Römischen Kaiserzeit.
Unter dem Einfluss Napoleons verbreitete sich der Empire-Stil in Europa vornehmlich in den unter seinem Einfluss stehenden Gebieten (Italien und Rheinbundstaaten), aber beispielsweise auch in Russland oder dem Westböhmischen Bäderdreieck, und dauerte bis zu seinem Sturz 1815 an. Er erfasst vorwiegend die Innenausstattungen, das Kunsthandwerk und die Möbelkunst, aber auch die Kleidermode (siehe Revolutions- und Empiremode). Die Periode des Klassizismus in der Baukunst fällt zeitlich mit dem Empire zusammen, setzte aber schon früher ein und hielt sich länger.

## Merkmale
Der Empirestil bezog seine Ideale wie der Klassizismus ganz allgemein aus der griechischen und römischen Antike, er hatte neben Dekoration vor allem Repräsentation zum Ziel. Im Gegensatz zum zierlicheren, aber auch üppiger floralen Stil des Louis Seize und der schlichteren und leichteren Eleganz des Directoire-Stils zeichnet sich das Empire durch Monumentalität aus. Geradlinigkeit, Strenge und pompöse Feierlichkeit sollten Größe und Macht des Herrschers veranschaulichen. An die Stelle der Aufklärungs- und Revolutionssymbolik des Directoire traten nun die Schlachten und Siege Napoleons, Schwerter, Speere, Banner, Kanonen, Cäsaren und Lorbeerkränze, als Kriegszelte dekorierte Zimmer, der kaiserliche Adler als neues Wappen der Bonaparte, nachempfunden der Aquila, dem Feldzeichen der Römischen Legionen, sowie die Napoleonischen Bienen, welche allesamt die Größe und den Heroismus ihres Schöpfers repräsentieren sollten.

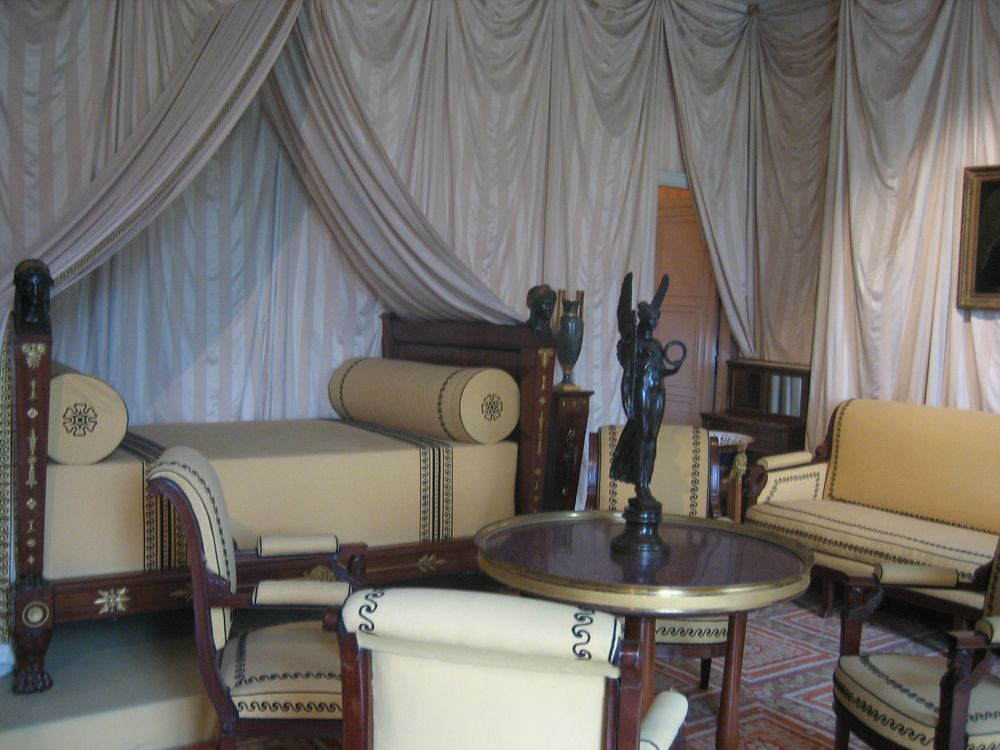
Schlafzimmer Napoleons im Schloss Malmaison
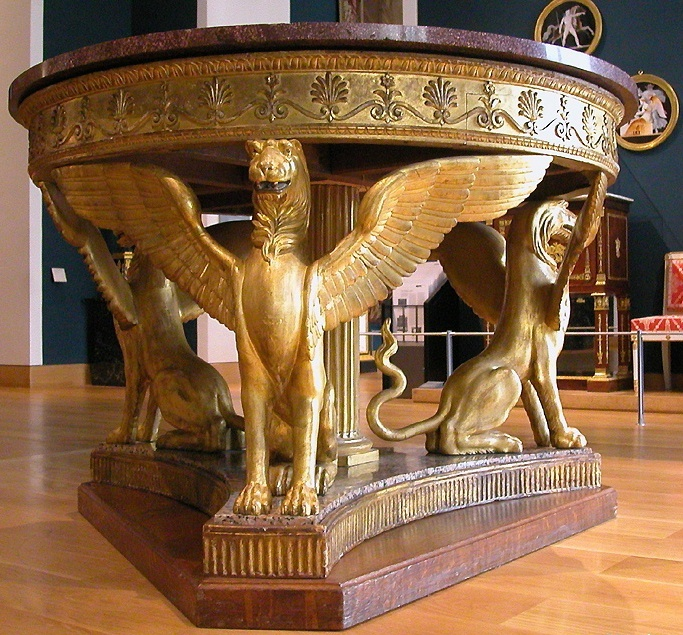
Tisch (Louvre)
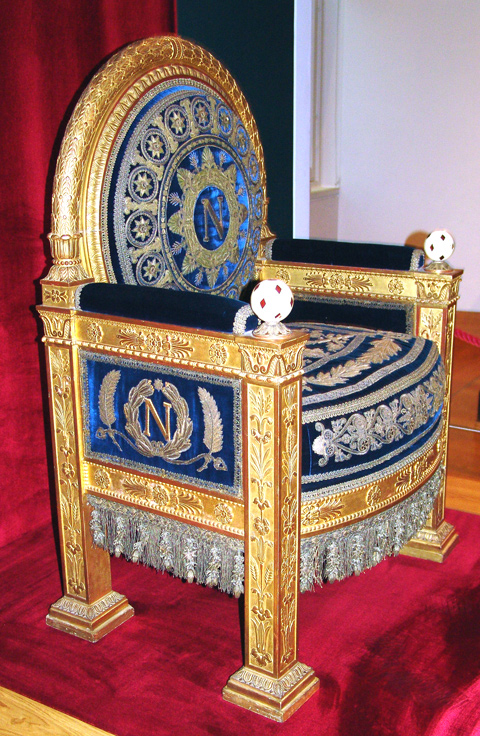
Kaiserthron Napoleons I. aus dem Tuilerien-Palast
Arc de Triomphe de l’Étoile (ab 1806)
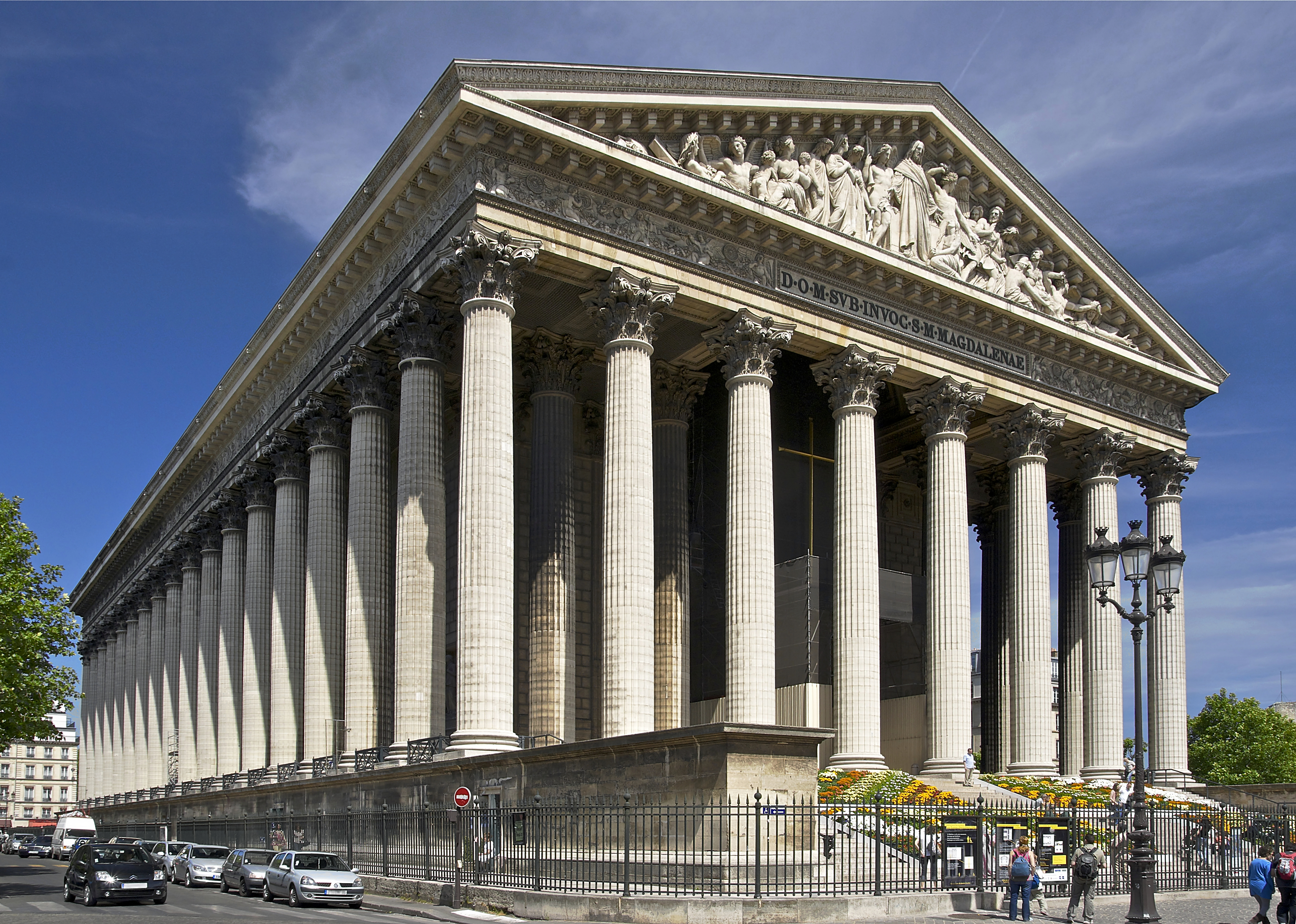
La Madeleine, Paris (ab 1807)
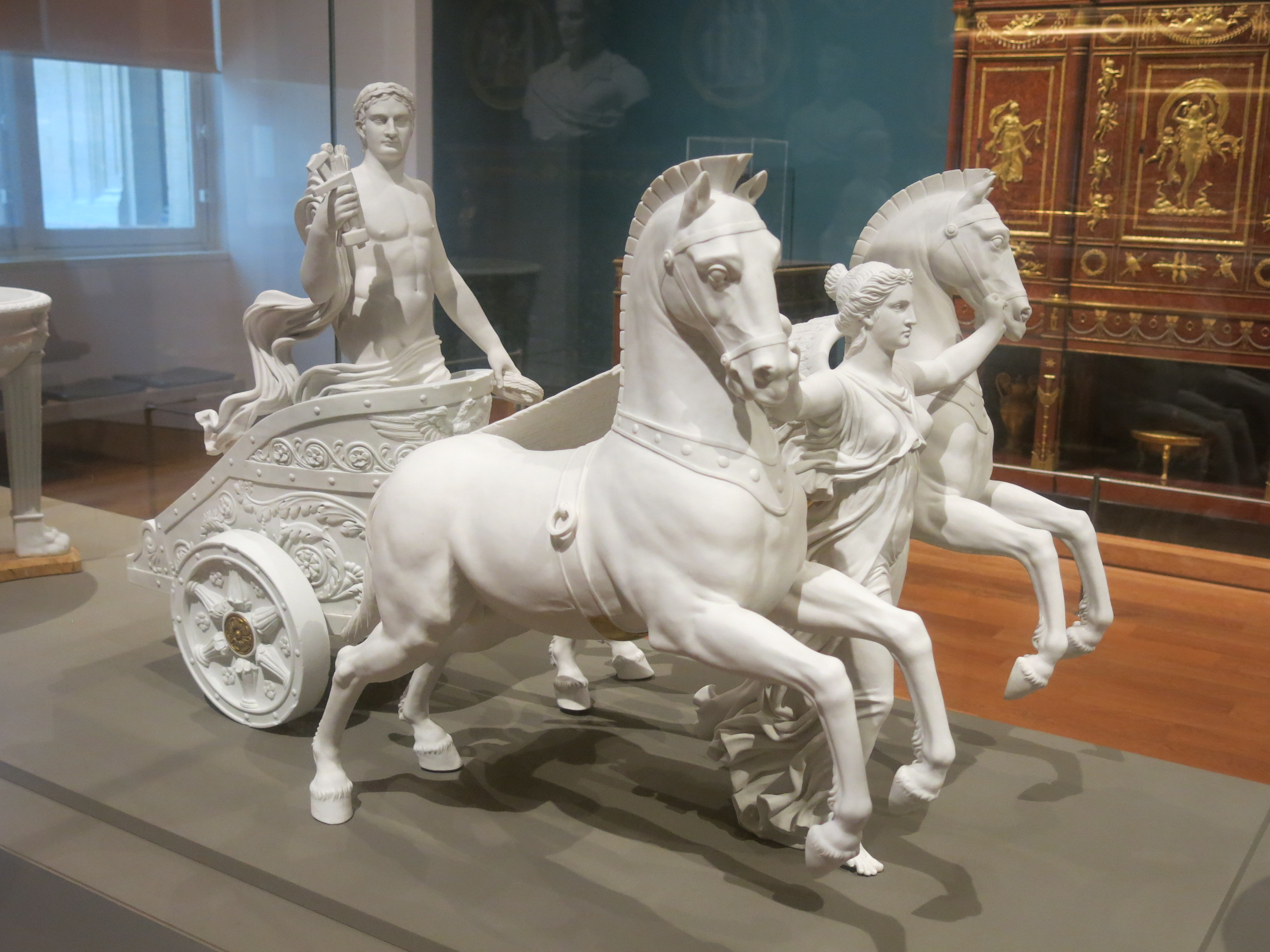
Napoleon als Triumphator, gezogen von Victoria (1810)

### Vertreter des Empirestils
Den Anfang markierte vor allem der Maler Jacques-Louis David, der in seinen Gemälden Napoleon als Feldherrn und Kaiser glorifizierte. Bekannt war auch der Maler Charles Meynier.
Die erlesensten Werke der Möbelkunst dieser Zeit schufen die Kunstschreiner Georges Jacob (1739–1814) und dessen zweiter Sohn François-Honoré Jacob-Desmalter (1770–1841). Für die Möbel wurden Mahagoni, Ebenholz und Zeder bevorzugt, mit feuervergoldeten Beschlägen (etwa Löwenfüße), Samt und Marmor wurde der Ausdruck gesteigert. Griechische, ägyptische und römische Motive waren in allen Bereichen sehr beliebt. Die Empire-Möbel zeichnen sich oft dadurch aus, dass sie pompöse Feierlichkeit mit elegantem Schwung kombinieren, darin ähnlich dem Rokoko, jedoch mit antikisierenden statt barocken Grundformen. Die handwerklichen Fähigkeiten der großen Möbelmeister und ihrer Gesellen aus dem 18. Jahrhundert waren noch vorhanden; infolge des Verbots der Zünfte durch die Revolution gingen sie jedoch nach dem Empire verloren und wichen im Biedermeier simplerer und bald auch fabrikartiger Fertigung.
Als „Empire“ wird auch die französische Spielart der klassizistischen Baukunst bezeichnet, die im Zuge der napoleonischen Kriege auch Europa östlich des Rheins stark prägte. Führend waren die von Napoleon bevorzugten Architekten Pierre-François-Léonard Fontaine und Charles Percier, die bereits vor seiner Thronbesteigung für ihn und Joséphine das Schloss Malmaison und das Hôtel Beauharnais ihres Sohnes Eugène neu ausgestattet hatten. Von ihnen ließ er sich dann auch seine Räume in alten barocken Königsresidenzen neu ausstatten, insbesondere im Tuilerien-Palast in Paris, aber auch in Fontainebleau, Grand Trianon und Compiègne. Von ihnen stammt auch der Entwurf für den Arc de Triomphe du Carrousel zwischen Louvre und Tuilerien.  Jean-François Chalgrin entwarf 1806 den Arc de Triomphe, Pierre-Alexandre Vignon 1807 die Madeleine-Kirche, Jean-Thomas Thibault gestaltete den Élysée-Palast für Napoleons Schwester und ihren Mann Joachim Murat um. 
Der deutsche klassizistische Architekt Leo von Klenze begann seine Karriere 1808 als Hofarchitekt von König Jérôme Bonaparte in Kassel. Das dortige Schloss Wilhelmshöhe verfügt über die wohl bedeutendste Sammlung von Empire-Möbeln in Deutschland; ein Teil davon wird heute im Berliner Schloss Bellevue vom Bundespräsidenten als Dauerleihgabe genutzt. In Österreich wirkte etwa der spätklassizistische Baumeister Pietro de Nobile. In Russland stattete die Zarin, eine Schwester des ersten Königs von Württemberg, ihr Schloss Pawlowsk (Sankt Petersburg) im Empirestil aus. Eine britische Spielart des Klassizismus, der Regency-Stil – repräsentiert etwa durch den Architekten John Nash – war vom Empire beeinflusst und suchte es bei Innenausstattungen an Pracht und Monumentalität teilweise noch zu übertreffen – parallel zum politischen Kampf der Koalitionskriege; vor allem überdauerte er das Empire. An dieses schloss sich der Spätklassizismus an, der bis in die Jahrhundertmitte fortwirkte und schließlich eine Wendung ins Schlichtere und ‚Gemütliche‘ nahm, die als Biedermeier bezeichnet wird.

#### Innendekorationen des Empire

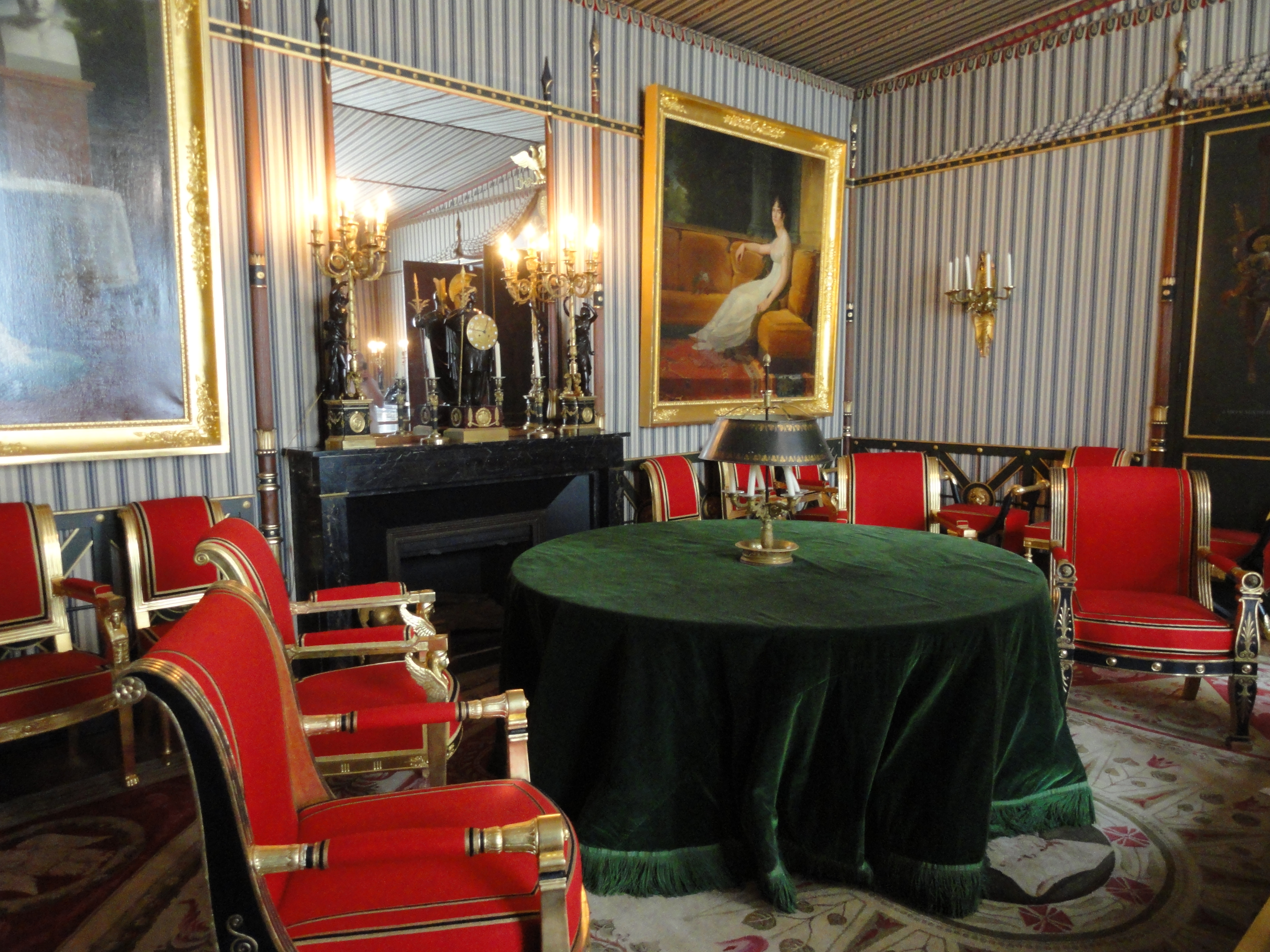
Arbeitszimmer Napoleons im Schloss Malmaison
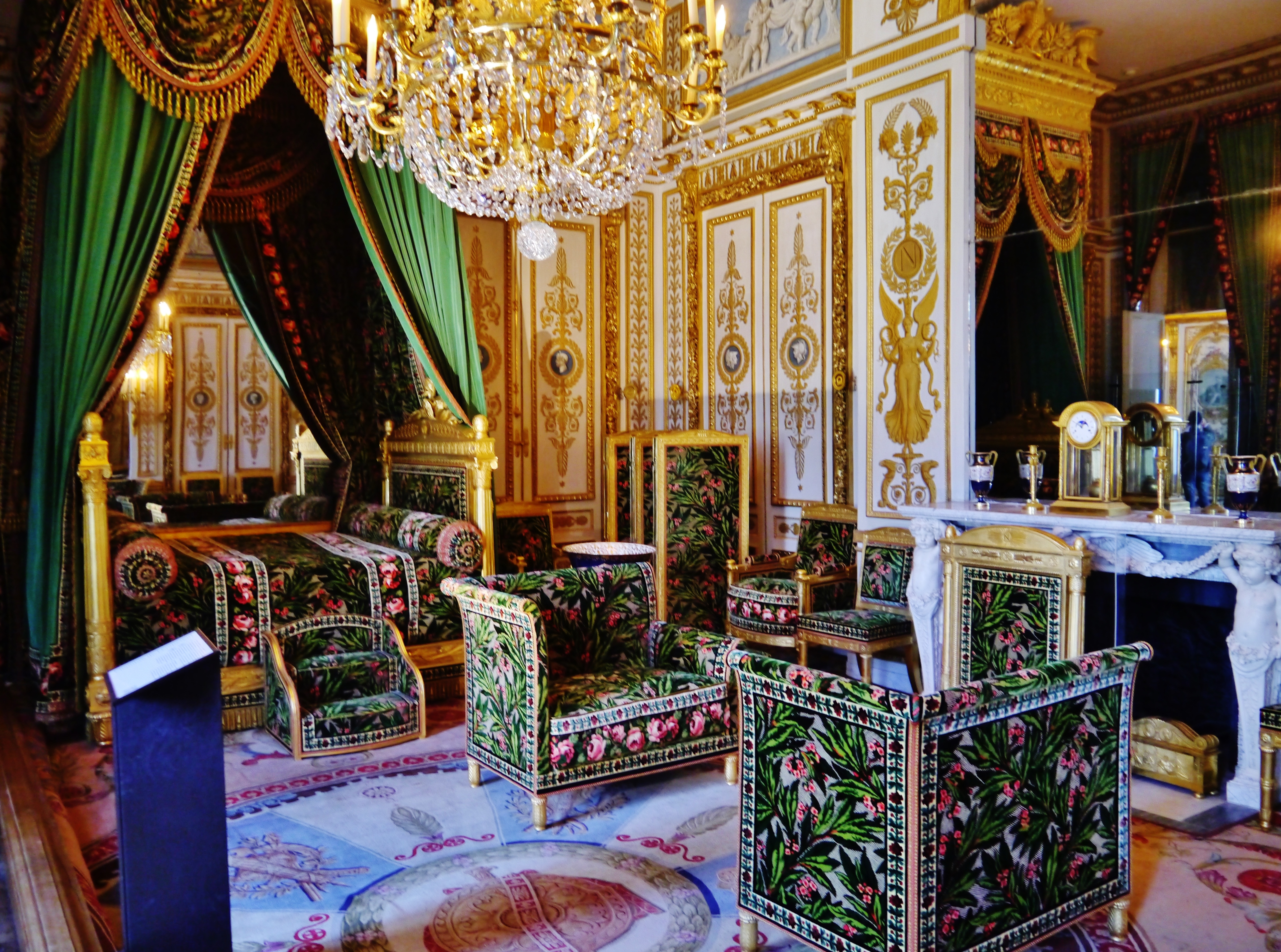
Schlafzimmer Napoleons in Fontainebleau
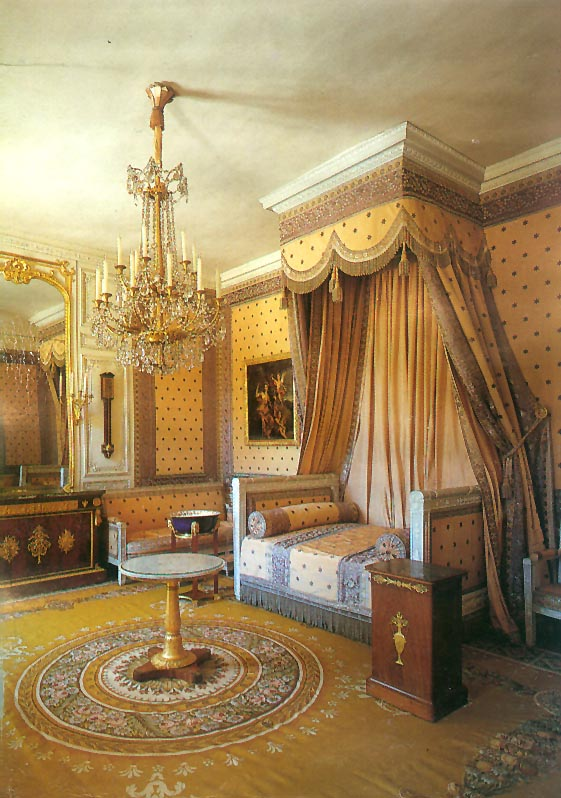
Schlafzimmer Napoleons im Grand Trianon
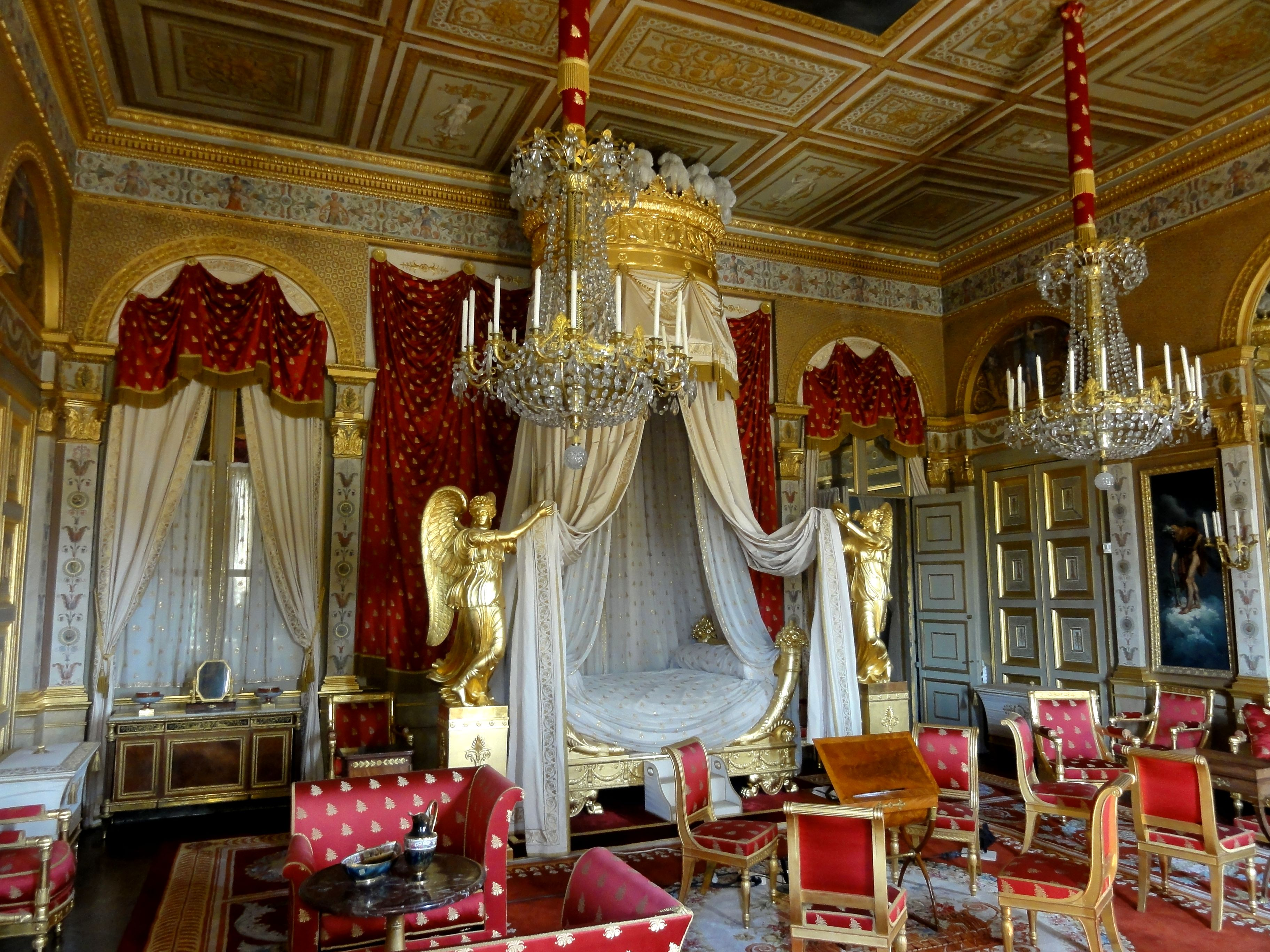
Schlafzimmer von Kaiserin Marie Louise, Schloss Compiègne
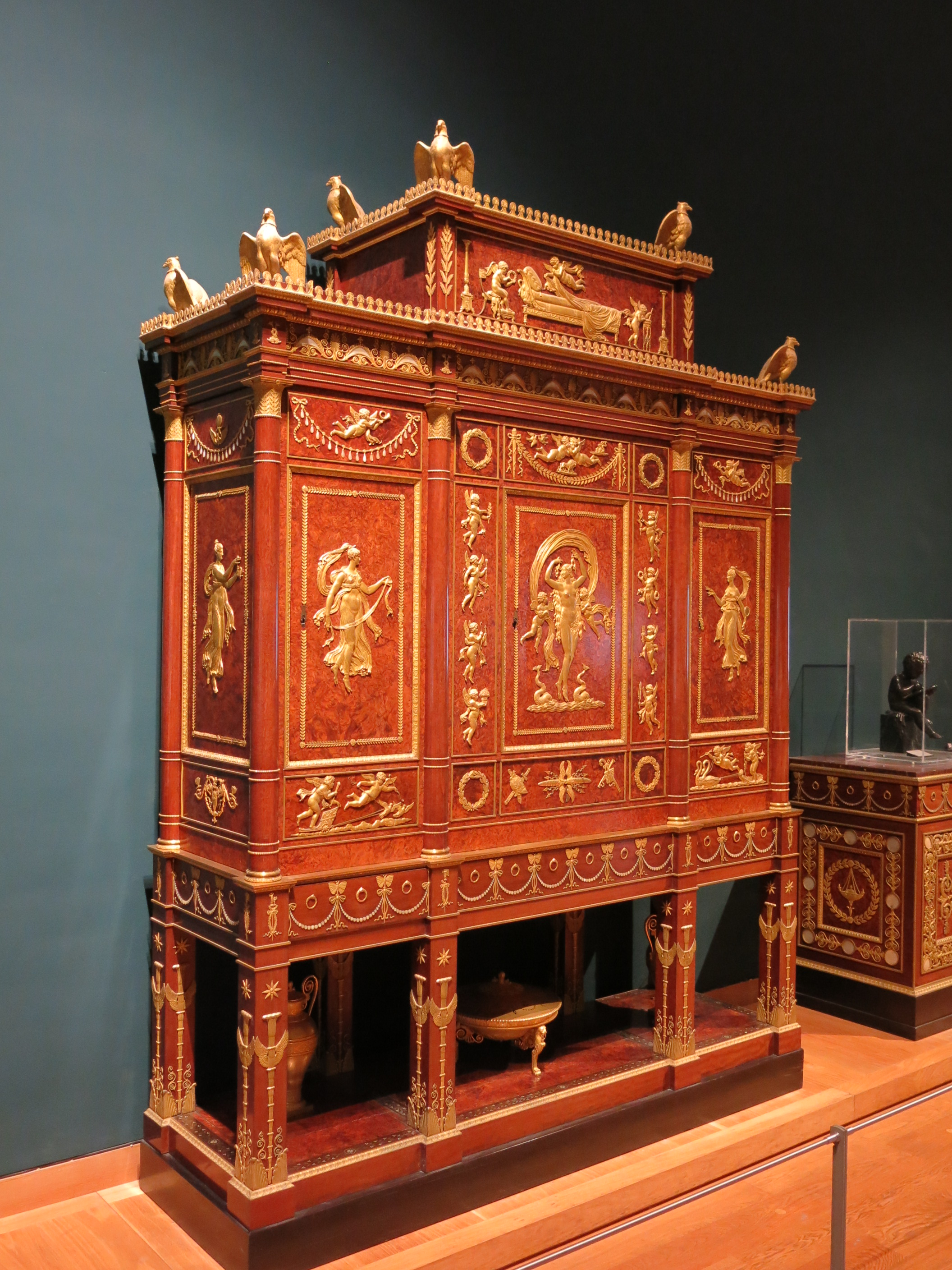
Schrank der Kaiserin aus dem Tuilerien-Palast (von Jacob-Desmalter, 1809)
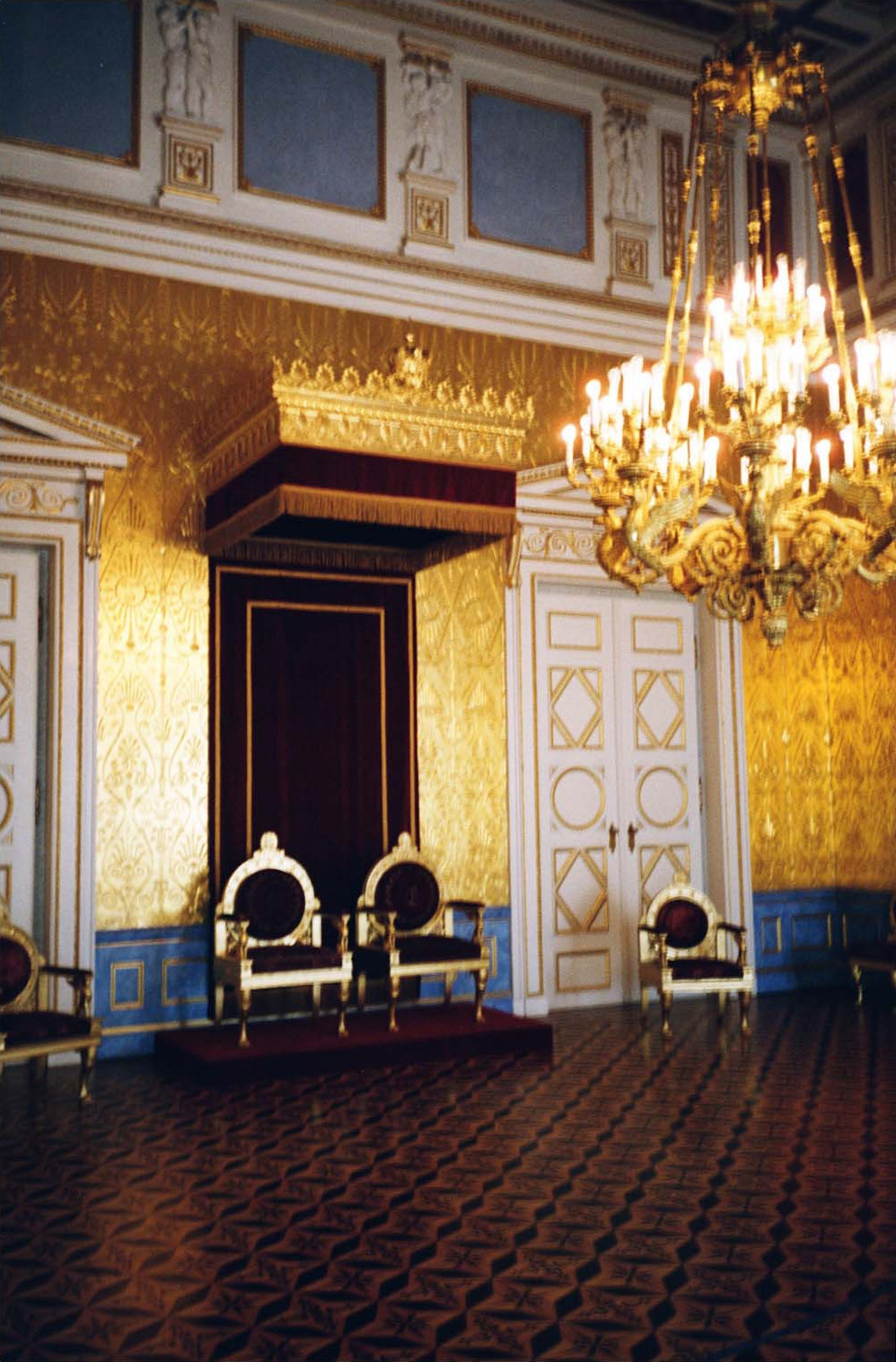
Thronsaal in der Münchner Residenz
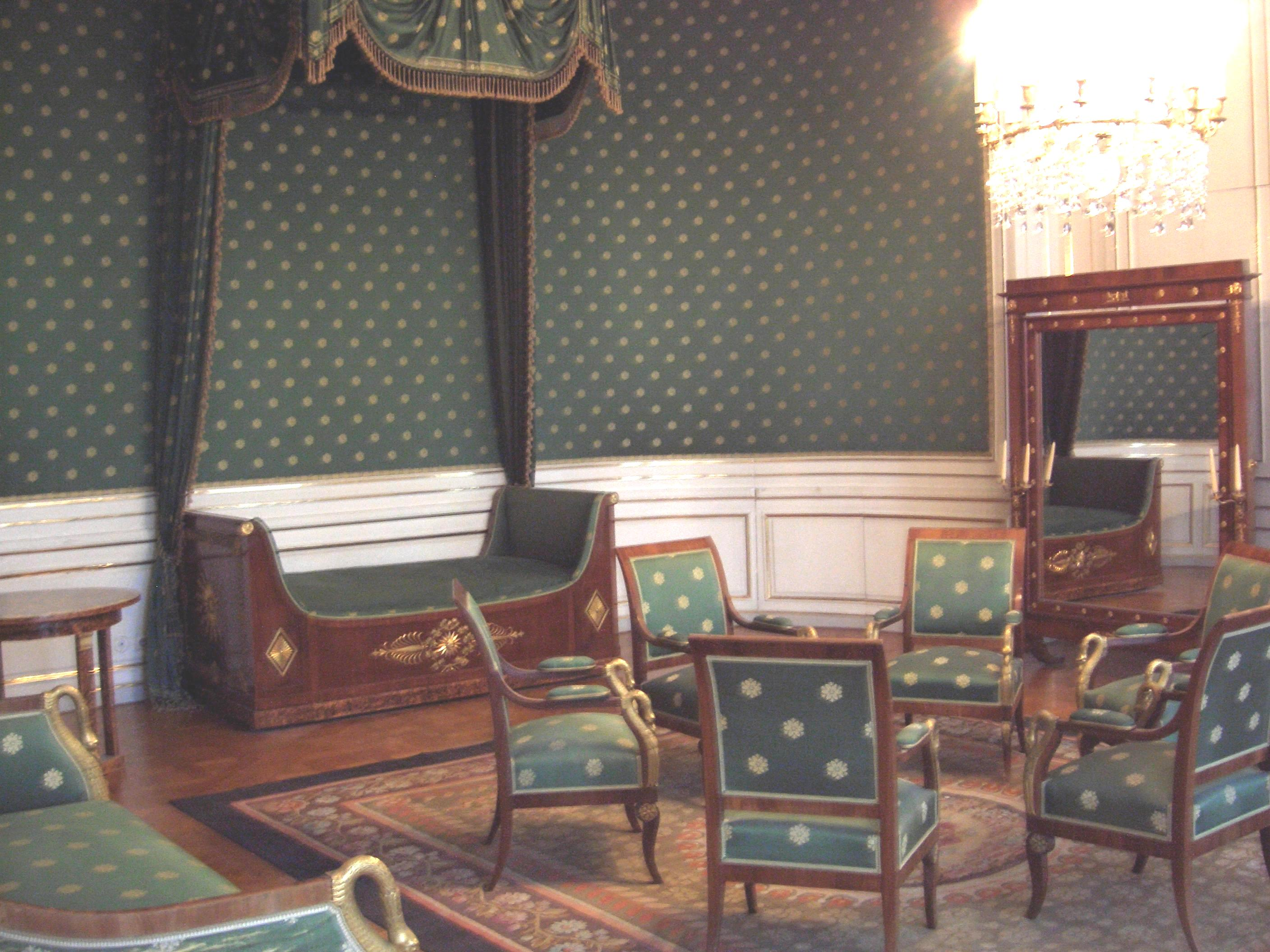
Empire-Schlafzimmer im Schloss Nymphenburg
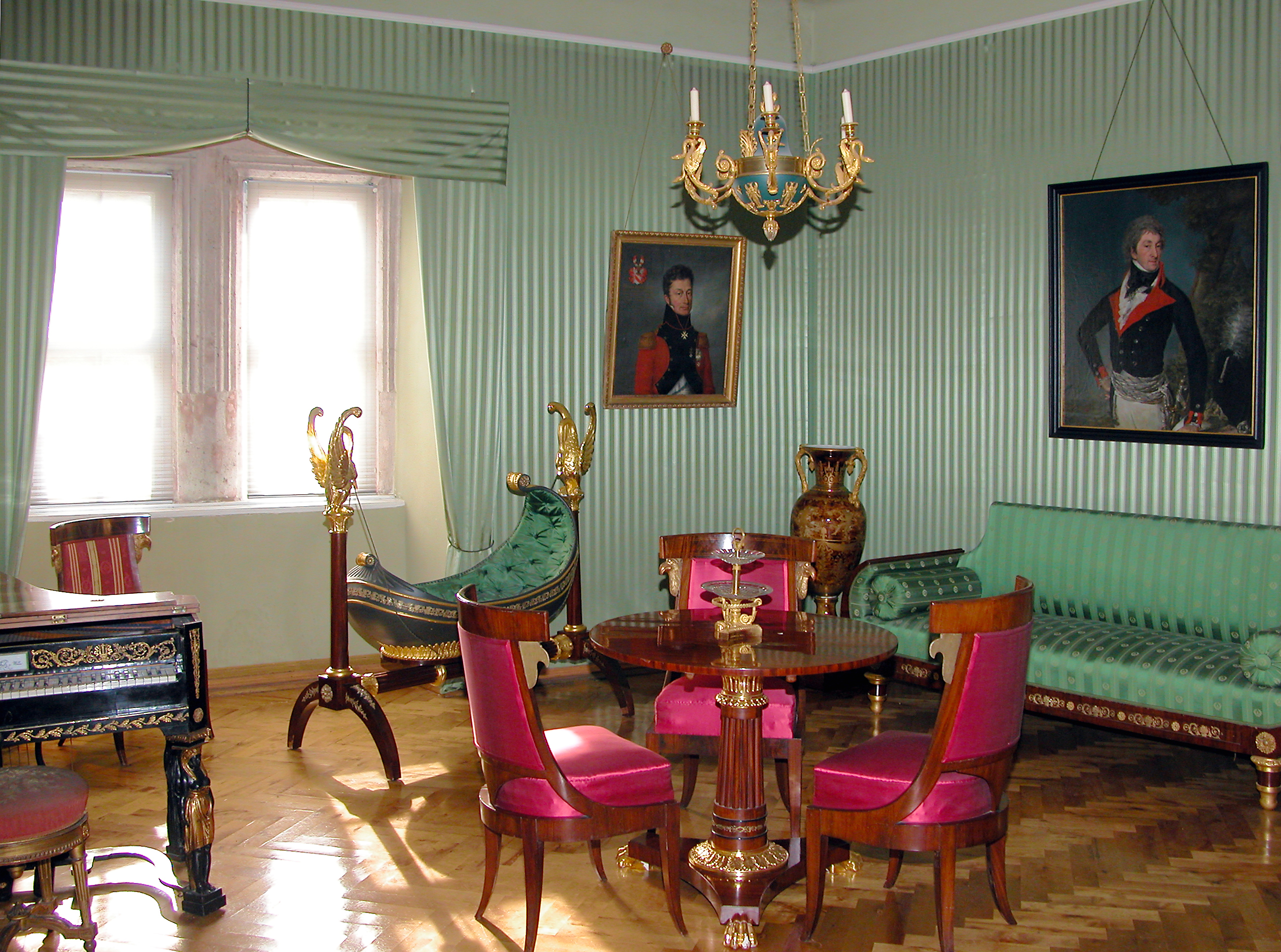
Empire-Möbel (ca. 1790–1820) im Schloss Hinterglauchau
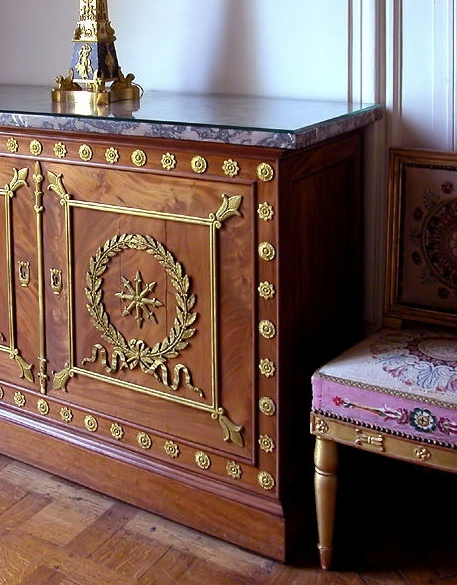
Detail einer Empire-Anrichte
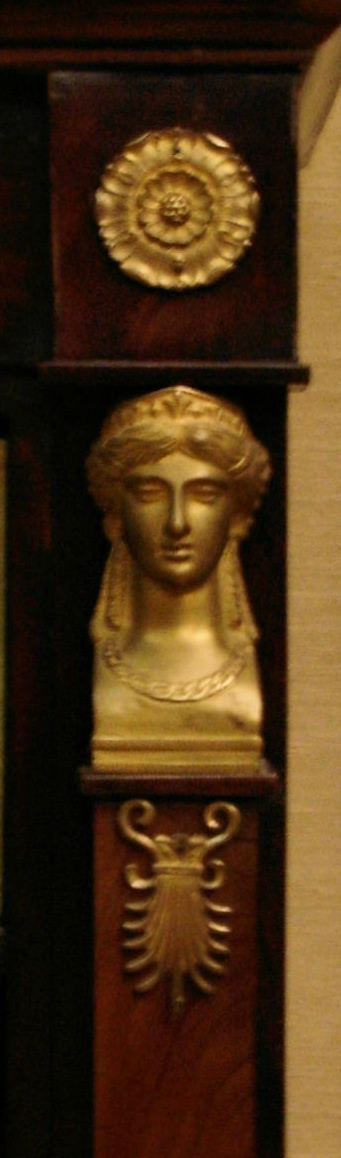
Stil-Element
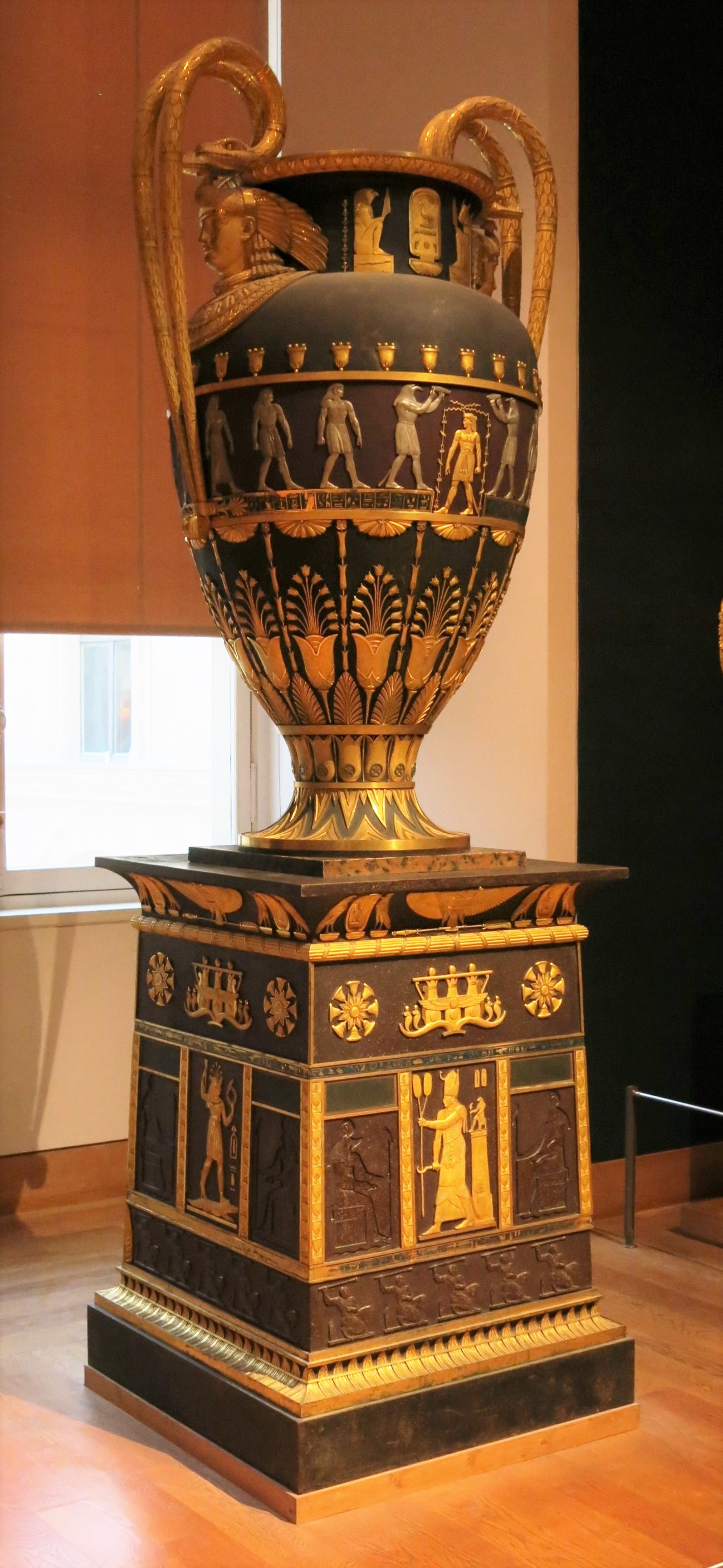
Vase im Ägyptischen Stil (um 1804–06)
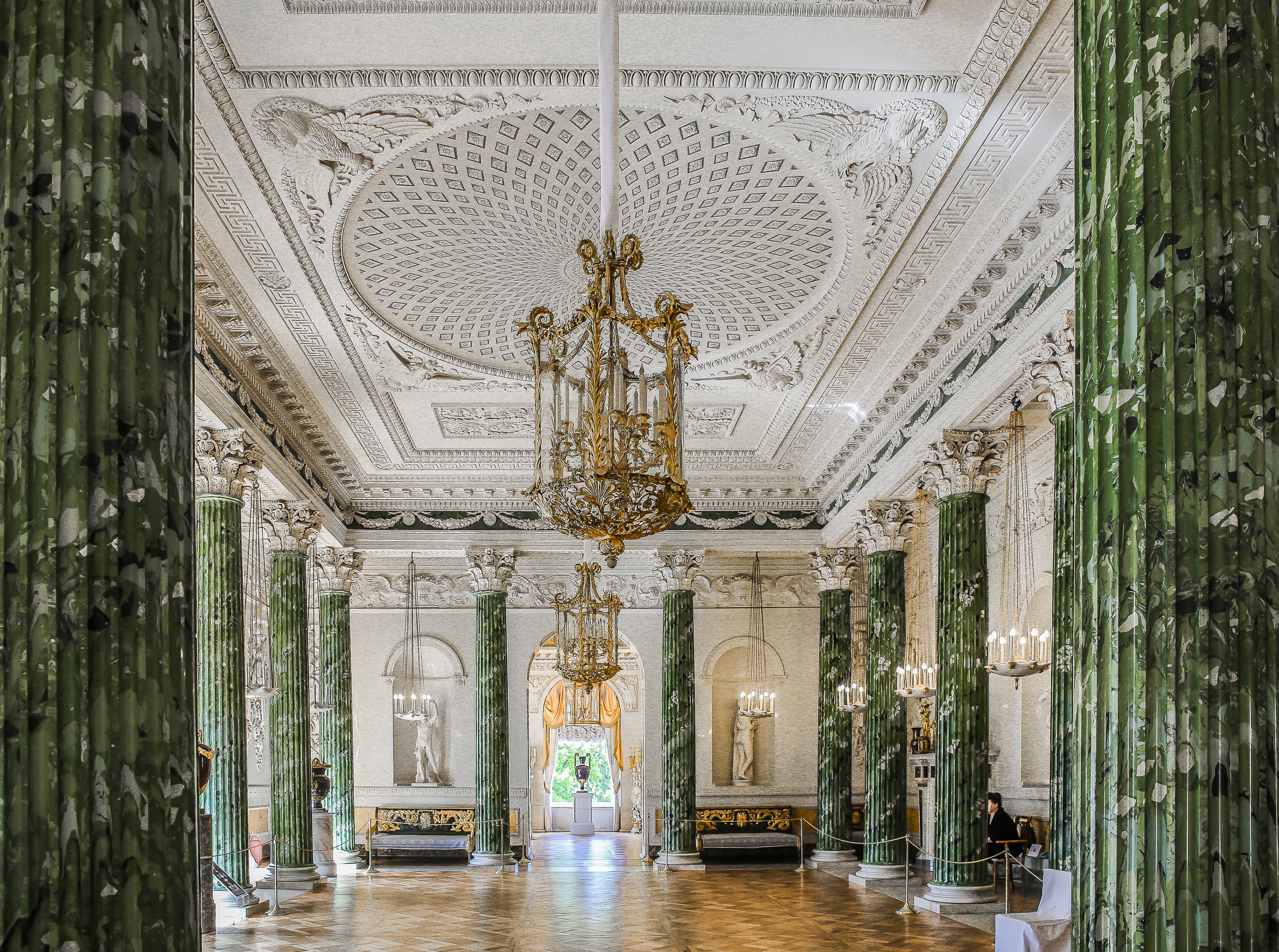
Griechischer Saal im Schloss Pawlowsk (Sankt Petersburg)